# Paweł Nowik
Paweł Nowik (ur. 3 lutego 1977 w Świdniku) – polski prawnik, doktor habilitowany nauk prawnych, profesor nadzwyczajny na Wydziale Prawa, Prawa Kanonicznego i Administracji Katolickiego Uniwersytetu Lubelskiego Jana Pawła II.

## Życiorys
W 2001 uzyskał tytuł magistra prawa na Wydziale Prawa, Prawa Kanonicznego i Administracji KUL. W latach 2001–2008 pełnił funkcję prawnika, kierownika personalnego, a następnie kanclerza w Lubelskiej Szkole Wyższej im. Króla Władysława Jagiełły.
Uzyskał doktorat (2007) na podstawie pracy pt. Negocjacyjny system kształtowania wynagrodzenia za pracę w Polsce i habilitację (2017) na Katolickim Uniwersytecie Lubelskim Jana Pawła II w zakresie nauk prawnych na podstawie pracy pt. Pojęcie równowagi prawnej w zbiorowym prawie pracy. W latach 2007–2012 pracował jako adiunkt w Wyższej Szkole Gospodarki Euroregionalnej im. Alcide De Gasperi w Józefowie. W roku akademickim 2010/2011 współpracował także z Wyższą Szkołą Handlową w Radomiu. Od 2006 prowadzi zajęcia na Katolickim Uniwersytecie Lubelskim. Od 2018 jest kierownikiem Katedry Prawa Pracy i Ubezpieczeń Społecznych. Od 2022 pełni funkcję profesora nadzwyczajnego KUL.
17 grudnia 2014 otrzymał indywidualną nagrodę Rektora KUL IV stopnia za wybitną działalność organizacyjno–społeczną. W latach 2017–2018 pełnił funkcję eksperta Narodowego Centrum Nauki. 6 marca 2023 otrzymał nominację na stanowisko prorektora KUL ds. finansów.

## Wybrane publikacje
- Zbiorowe interesy pracowników a demokratyczna reguła większości (2017)
- Nowik, P., Wronikowska, E., Zbiorowe prawo pracy (2008)[5]